# Ranunculus bupleuroides
Ranunculus bupleuroides là một loài thực vật có hoa trong họ Mao lương. Loài này được Brot. miêu tả khoa học đầu tiên năm 1805.